# Frederick Thurston
Pour les articles homonymes, voir Thurston.
Frederick John Thurston (21 septembre 1901 – 12 décembre 1953) est un clarinettiste anglais. 

## Biographie
À l'âge de 7 ans, il a reçu des leçons de son père et il a obtenu une bourse pour entrer au Royal College of Music, devenant élève de Charles Draper. Dans les années 1920, il a joué avec le Orchestre philharmonique royal (Royal Philharmonic Orchestra), l'orchestre de la Royal Opera House et le BBC Wireless Orchestra avant de devenir le principal clarinettiste du nouvellement formé Orchestre symphonique de la BBC (BBC Symphony Orchestra). Il a quitté le BBC Symphony Orchestra en 1946 pour se consacrer à la musique de chambre. Il a aussi été le principal clarinettiste de l'Orchestre Philharmonia. On peut l'écouter dans l'enregistrement des Symphonies de Brahms dirigées par Toscanini.
Il a été le créateur d'œuvres nouvelles, comme la Sonate pour clarinette d'Arnold Bax, le Quintette avec clarinette d'Arthur Bliss, le Concerto pour clarinette de Gerald Finzi. Certaines œuvres lui ont été dédiées comme le Concerto pour clarinette no 1 de Malcolm Arnold, Three Nocturnes de Iain Hamilton, la Sonate pour clarinette de Herbert Howells, la Fantasy-Sonata de John Ireland, le Quintette avec clarinette de Gordon Jacob, le Clarinet doncertino no 1 d'Elizabeth Maconchy et le Concerto pour clarinette d'Alan Rawsthorne.
Il a enseigné au Royal College of Music de 1930 à 1953. En 1953, il a épousé Thea King, une de ses élèves, mais est décédé la même année, d'un cancer du poumon.

## Écrits
- Frederick Thurston et A. Frank, The Clarinet: a Comprehensive Tutor for the Boehm Clarinet, Londres, 1939
- Frederick Thurston, Clarinet Technique, Londres, 1956 (ISBN 0193186039)
- The Passage Studies Volume 1 ( Boosey & Hawkes )
- The Passage Studies Volume 2 ( Boosey & Hawkes )
- The Passage Studies Volume 3 ( Boosey & Hawkes )